# アリシン
アリシン（英: allicin）は、ニンニク由来の化合物。強い抗菌・抗カビ作用を持つ。生のニンニクを煮たり炒めたりした時の臭いの元となる物質でもある。

## 合成
アリシンは自生している状態のニンニクには存在しないが、ニンニクを刻んだり傷つけたりしてニンニクの組織を破壊すると、酵素アリナーゼの作用により、化合物アリインから変換される化合物である。

## 性質
アリシンはさほど安定した化合物ではなく、放置しておくと徐々に失われ、調理すると速やかに分解する。アリシンは医学的な用途にも用いられ、動脈硬化に対抗する助けになり、脂肪塊を縮小させたり、ある程度は抗酸化作用を有する。
また加熱によりアホエンやジアリルジスルファドなどに変化する。
現在、米国ではライム病の症状に対してアリシンから抽出した有効成分であるAllimaxについての臨床試験が製造元のAllimax Neutraceuticals Incにより行われている。

## 摂取の際の注意点
アリシンの殺菌効果は強力なため、ニンニク、ネギ、タマネギ、ニラなどを生で摂取したり、過剰摂取すると、胃腸内に存在する善玉菌である腸内細菌類をも殺してしまい、胃腸障害を引き起こす危険性がある。